# Atlas (mitologia)
Atlas (em grego:  Άτλας), também chamado Atlante, na mitologia grega, é um dos titãs condenado por Zeus a sustentar os céus para sempre. Era um rei da Mauritânia, correspondendo ao conhecido defensor da Terra que entrou na cultura popular; Este Atlas é um Titã de segunda geração e não deve ser confundido com o filho de Poseidon e Cleito mencionado nos diálogos de Platão, Timeu e Crítias. O "Oceano Atlântico" é derivado de "Mar de Atlas". O nome de Atlântida mencionado no diálogo Timeu de Platão deriva de "Atlantis nesos" (grego antigo: Ἀτλαντὶς νῆσος), que significa literalmente "Ilha de Atlas".
Era casado com Pleione, com a qual teve sete filhas conhecidas como Plêiades, bem como sete filhas que eram ninfas, as hespérides.
Embora associado com vários lugares, ele tornou-se comumente identificado com a cordilheira do Atlas, no noroeste da África (atual Marrocos, Argélia e Tunísia).
Atlas era filho do titã Jápeto e da oceânide Ásia. Atlas é filho de Jápeto, filho de Urano e Gaia e irmão de Prometeu, Epimeteu e Menoécio. Segundo Pseudo-Apolodoro, a sua mãe era Ásia, filha de Oceano e Tétis.

## Etimologia

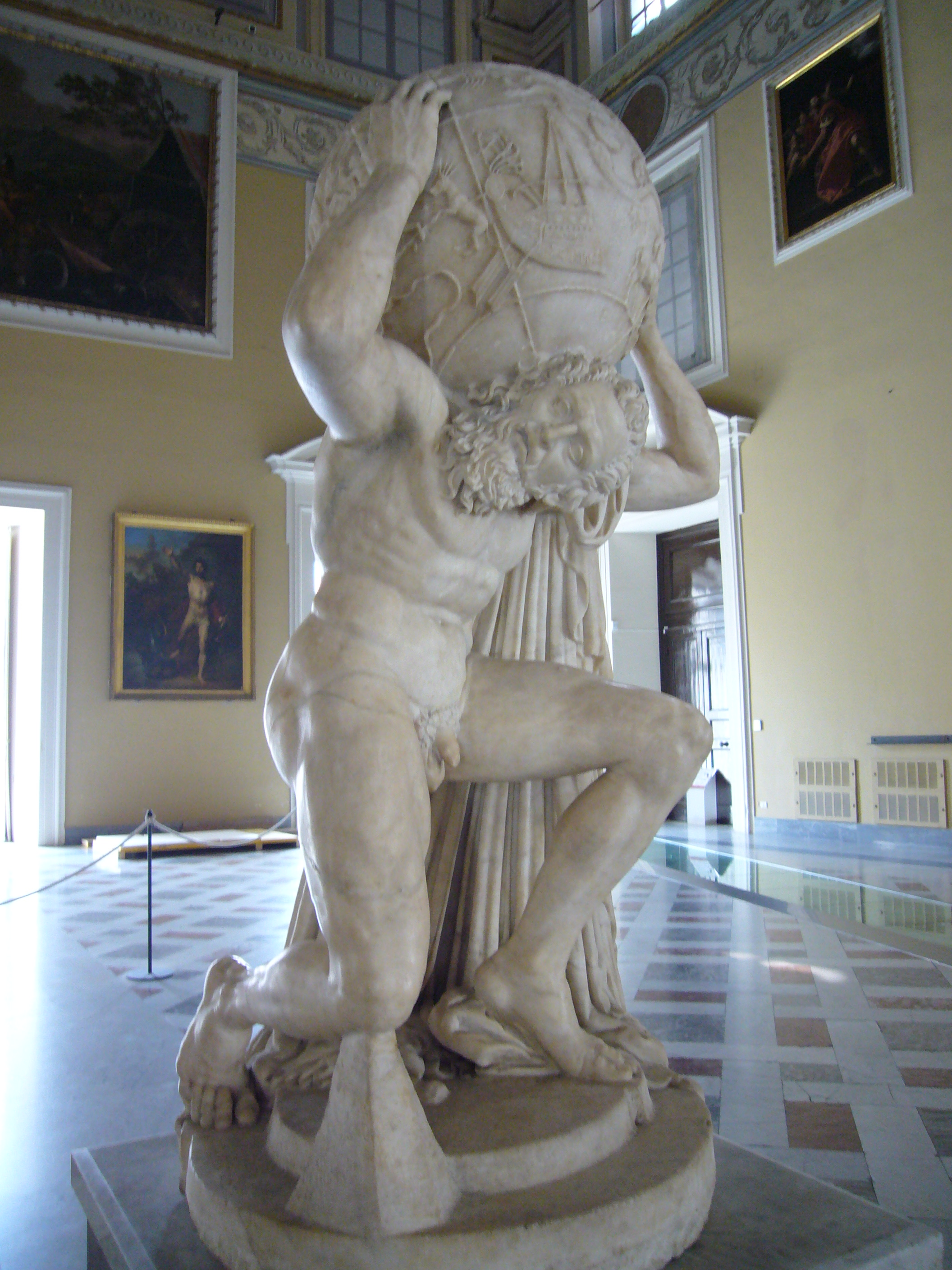
"Atlas", Museu Arqueológico Nacional de Nápoles

A etimologia do nome Atlas é incerta. Virgílio traduzia a etimologia de nomes gregos, combinando-os com adjetivos que os explicavam: para Atlas, o adjetivo é durus ("duro"), o que sugeriu a George Doig que Virgílio tinha ciência que o termo grego  τλῆναι significa "endurecer"; Doig oferece a possibilidade adicional que Virgílio conhecesse a citação de Estrabão de que o nome nativo norte-africano da cordilheira do Atlas era Duris. Uma vez que os montes Atlas estão na região habitada pelos berberes, foi sugerido que o nome tenha sido tomado de uma das línguas berberes, especificamente ádrār "mountanha".
Tradicionalmente, linguistas históricos consideram a etimologia da palavra grega Ἄτλας (genitivo: Ἄτλαντος) como a junção de α- e a raiz proto-indo-europeia *telh₂- ("suportar") (também τλῆναι), e que formatado como um  nt-stem. Porém Robert Beekes argumenta que não pode esperar-se que esse antigo titã carregue um nome indo-europeu, e que a palavra é de origem pré-grega, e que tais palavras frequentemente terminam em -ant.

## História
Juntando-se a outros titãs, forças do caos e da desordem pretendiam alcançar o poder supremo e atacaram o monte Olimpo, combatendo ferozmente Zeus e seus aliados, que eram as energias do espírito, da ordem e do Cosmos. Zeus triunfou e castigou seus inimigos - que eram escravos da matéria e dos sentidos, inimigos da espiritualização, lançando-os ao Tártaro.
Porém, para Atlas, deu-lhe o castigo de sustentar para sempre nos ombros o céu. Seu nome passou a significar "portador" ou "sofredor". Assim punido, passou a morar no país das hespérides, as três ninfas do Poente: Eagle, Eritia, Hesperatetusa.
Nas terras das hespérides, ninfas do poente, estavam plantadas as maçãs de ouro, que tinham sido o presente de casamento oferecido pela Terra nas bodas de Zeus e Hera. A deusa as plantara no jardim dos deuses e, para proteger a árvore e os frutos, deixara sob a guarda de um dragão de cem cabeças e das três ninfas do poente.
Héracles em seus doze trabalhos fora incumbido de trazer as maçãs de ouro, porém soube que somente Atlas conseguiria colhê-las. Héracles se propôs a segurar o céu enquanto Atlas colhia as maçãs, porém sem o peso em seus ombros, buscava entregar pessoalmente a Euristeu e deixar Héracles eternamente segurando os céus. Porém, Héracles suspeita, pedindo-lhe para voltar a segurar o céu rapidamente para ajeitar sua capa aos ombros, enquanto atlas deixava as maçãs de lado, assim, conseguindo. Tempos futuros, foram construídos os pilares de Héracles, assim libertando Atlas de seu fardo, assim como libertou Prometeu de sua condenação.
Atlas passou a ser o guardião dos Pilares de Héracles, sobre os quais os céus foram colocados, e que também eram a passagem para o lar oceânico de Atlântida - o estreito de Gibraltar, e por isso toda a cordilheira do norte da África recebeu o nome de Cordilheira de Atlas. Tornou-se o primeiro rei de Atlântida, e por ser o senhor das águas distantes, além do mar Mediterrâneo, seu nome foi utilizado para designar o oceano Atlântico.
Casou-se com Pleione, tendo sete filhas, as Plêiades: Alcíone, Maia, Electra, Mérope, Taigete, Celeno e Astérope. Por conhecer o caminho das terras distantes, na cartografia passou a representar a coleção de mapas da Terra. E por ter sustentado o céu, deu-se o nome de Atlas à primeira vértebra da coluna cervical - uma referência ao peso gigantesco a que fora condenado a suportar.
O mito de Atlas representa o peso das dificuldades cotidianas que pesam sobre nossos ombros e, embora possamos considerar que sejam pesados demais, o que está sobre Atlas, a primeira vértebra da coluna cervical, é apenas a nossa cabeça, que guarda a nossa mente.
O mito está relacionado ao excesso de incumbências, obrigações, tarefas que aceitamos e não obedecemos a um limite, e nem resguardamos um espaço para atividades relaxantes. Cremos que podemos carregar o mundo nas costas, o que pode causar danos físicos e psicológicos. O complexo de Atlas é uma das doenças relacionadas ao estresse da vida moderna.